# Salvia texana
Salvia texana är en kransblommig växtart som först beskrevs av Scheele, och fick sitt nu gällande namn av John Torrey. Salvia texana ingår i släktet salvior, och familjen kransblommiga växter. Inga underarter finns listade i Catalogue of Life.